# Limbe Centenary Stadium
Le Limbe Centenary Stadium est le second principal stade de football de Limbé, dans la région du Sud-Ouest du Cameroun. Il est situé en centre-ville et est sélectionné comme stade d'entrainement pour la poule F de la CAN 2021 basée à Limbé.

## Histoire
Lors du CHAN 2016 féminin, le stade est utilisé comme stade d'entrainement pour des équipes de football féminines telles que le Rwanda, la Tanzanie, la Guinée et le Cameroun. Au cours du CHAN 2020 masculin, il accueille de nouveau des entrainements.

## Le stade
| \| 500 km1:18 610 000 \| Olembe (60 000) Ahmadou-Ahidjo(40 000) Japoma (50 000) Roumdé Adjia (25 000) Bafoussam (Kouekong) (20 000) Limbé (20 000) Réunification (39 000) |
| 500 km1:18 610 000 |

| 500 km1:18 610 000 |

| Stades principaux existants  |
| (40 000) Capacités d'accueil |

Le stade est rénové pour la CHAN 2016.

### Situation
Le stade est situé au centre de la ville de Limbé. À quelques kilomètres du stade principal de la ville; le Stade de Limbé. Il est aussi proche du botanic garden de la ville de Limbé et pas très loin du bord de mer.

### Équipements et infrastructures
| Vidéo externe |                                        |
|               | Reportage Canal 2 au Centenary Stadium |

- Pelouse est en gazon naturel homologué par la FIFA pour les entrainements.
- Les sièges sont en plastique dans les tribunes
- Le stade est conforme aux nouvelles normes de la FIFA

#### Accès au stade et parking
Les accès et voies de contournement, les parkings sont livrés en juillet 2016. Le stade est en rénovation avant la CHAN 2016.

## CAN 2021
Le stade est sélectionné comme stade d'entrainement une poule dans la compétition africaine de la CAN 2021 en janvier et février 2022.